# Hladkovîci, Ovruci
Hladkovîci (în ucraineană Гладковичі) este localitatea de reședință a comunei Hladkovîci din raionul Ovruci, regiunea Jîtomîr, Ucraina.

## Demografie
Componența lingvistică a localității Hladkovîci
     Ucraineană (98,92%)
     Alte limbi (0,97%)
Conform recensământului din 2001, majoritatea populației localității Hladkovîci era vorbitoare de ucraineană (98,92%), existând în minoritate și vorbitori de alte limbi.

## Legături externe
- pl Hładkowicze în Dicționarul geografic al Regatului Poloniei și al altor țări slave, volum XV, p. 1 (Abablewo — Januszowo) 1900